# Андріївка (Куйбишевський район)
Андріївка (рос. Андреевка) — присілок у Куйбишевському районі Новосибірської області Російської Федерації.
Входить до складу муніципального утворення Чумаковська сільрада. Населення становить 160 осіб (2010).

## Історія
Згідно із законом від 2 червня 2004 року органом місцевого самоврядування є Чумаковська сільрада.

## Населення
| 2002 | 2007 | 2010 |
| ---- | ---- | ---- |
| 229  | ↗230 | ↘160 |